# Elettrospray
In spettrometria di massa l'elettrospray o elettronebulizzazione (in inglese electrospray) è una tecnica di ionizzazione evaporativa e un'interfaccia per la cromatografia liquida. Questa tecnica produce poca frammentazione, è una tecnica di ionizzazione soft. Costituisce lo sviluppo della tecnica ion evaporation, mai messa in commercio. Ha la caratteristica di dare solitamente ioni multicarica.
Comunemente si indica con ESI o con ES.

## Meccanismo
Il campione viene fatto passare in un tubo capillare sottoposto a tensione. Il campione è nebulizzato e ionizzato: si forma un cono di Taylor e poi di gocce che contengono ioni con cariche positive e negative che si staccano dal capillare. Via via che il solvente evapora le gocce aumentano la propria densità di carica fino ad arrivare ad un livello critico. A questo punto si innesca un'esplosione coulombiana e gli ioni vengono espulsi dalla goccia.
Perché la tecnica funzioni devono già essere presenti in soluzione ioni, o meglio composti ionici: sali, zwitterioni, acidi o basi organici, ma anche proteine o composti organometallici ecc. Per questo motivo questa tecnica risente molto della presenza di tamponi inorganici.

## Ionspray
La tecnica ionspray (ISI) è l'elettrospray assistito pneumaticamente. Oggi le due tecniche vengono di solito identificate come un'unica tecnica e anche se si usano di solito strumenti con assistenza pneumatica il nome più in uso è elettrospray con assistenza pneumatica.

## Split e splitless
Con le vecchie colonne per HPLC (4,6 o 2,1 mm di diametro) era necessario applicare uno split al flusso cromatografico: veniva realizzata una diramazione sulla colonna di trasferimento che deviava parte del flusso. In questo modo si aveva il vantaggio di poter conservare parte del campione. Con le colonne più moderne i flussi sono minori, il diametro delle colonne capillari è minore di 1 mm, e si lavora senza split (splitless).

## ESI a basso flusso
Lavorare a bassi flussi comporta un minor spreco di solvente, una maggiore risoluzione e un'efficienza di ionizzazione più elevata. Per questo sono state sviluppate tecniche di microelettrospray o microspray (flusso di 200-800 µl) e nanoelettrospray o nanospray (flusso di 20-40 nl). Le tecniche nanospray non hanno bisogno di pompe: il campione entra nel capillare spontaneamente per capillarità e viene elettronebulizzato.